# Kungsgatan, Uddevalla

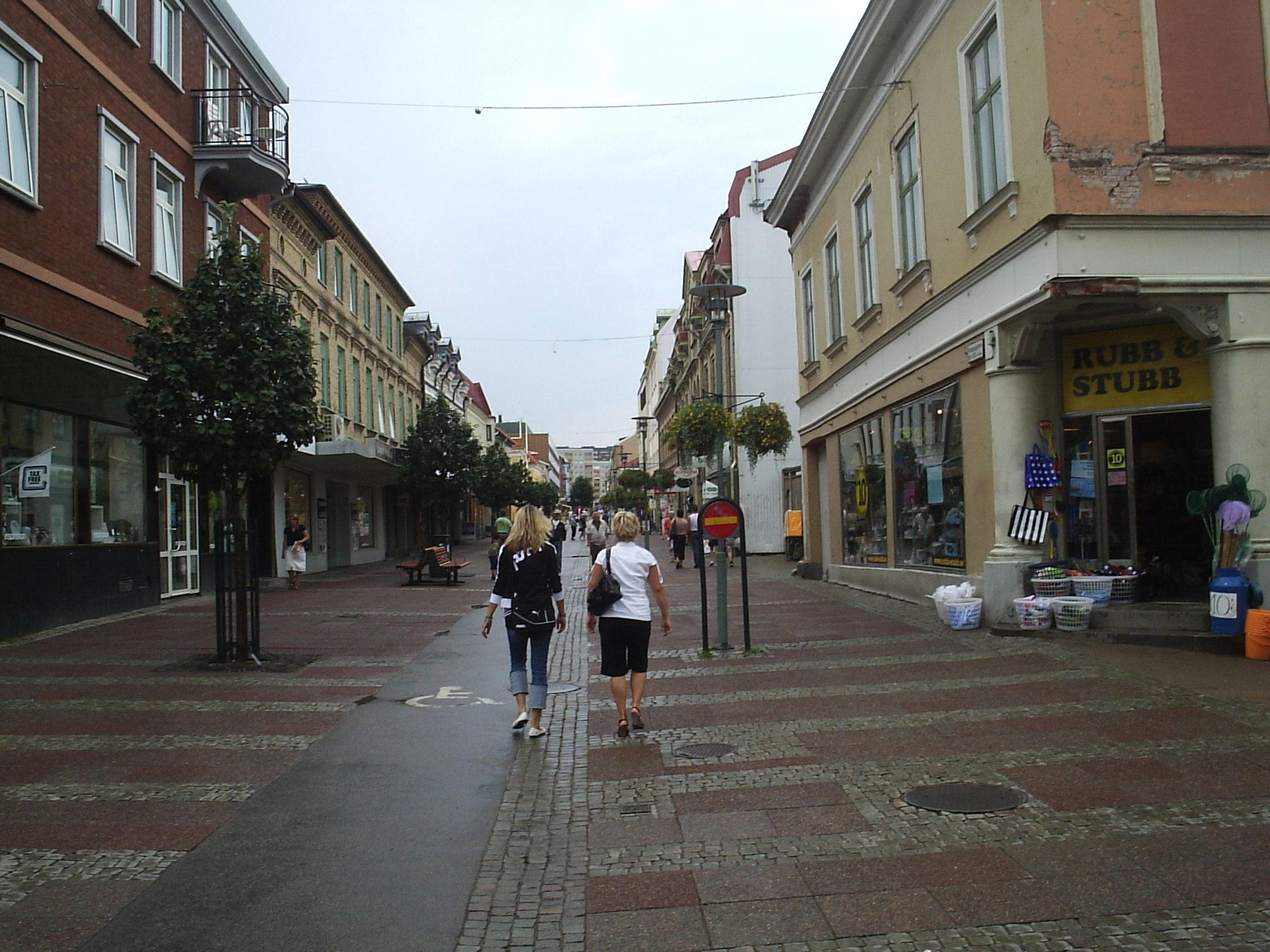
Kungsgatan i Uddevalla

Kungsgatan är en gågata i centrala Uddevalla. Dess huvudstråk, från Kungstorget till bussterminalen Kampenhof, är centrum för den affärsverksamhet som finns i staden.